# Medvezja-groep
Medvezja (Russisch: Медвежья) is een vulkanisch complex in het noordoosten van het door Rusland bestuurde en door Japan geclaimde Koerileneiland Itoeroep met een diameter van ongeveer 8 kilometer. Het bestaat uit 2 elkaar overlappende calderas, die werden gevormd tijdens het pleistoceen. Op de bodem van de caldera bevinden zich verschillende lavapoelen, slakkenkegels, bijbehorende lavavelden en een klein meer.
Bekende uitbarstingen: 1778, 1883, 1946 (onduidelijk), 1958, 1999 (deed een nieuwe kleine krater ontstaan). Van de uitbarstingen waren de meeste afkomstig van de Koedriavyvulkaan binnen het complex. De uitbarstingen waren klein (VEI=1-2). Eind 1992 vond er sterke fumarole-activiteit plaats.